# Park Sung-hyun (golf)
Park Sung-hyun  (en sud-coréen : 박성현 ), née le 21 septembre 1993 à Séoul, est une golfeuse professionnelle sud-coréenne évoluant sur le LPGA Tour. Au cours de sa carrière, elle a notamment remporté deux tournois majeurs : l'Open britannique en 2017 et l'Open américain en 2018.